# Ghost Rider (faroeste)

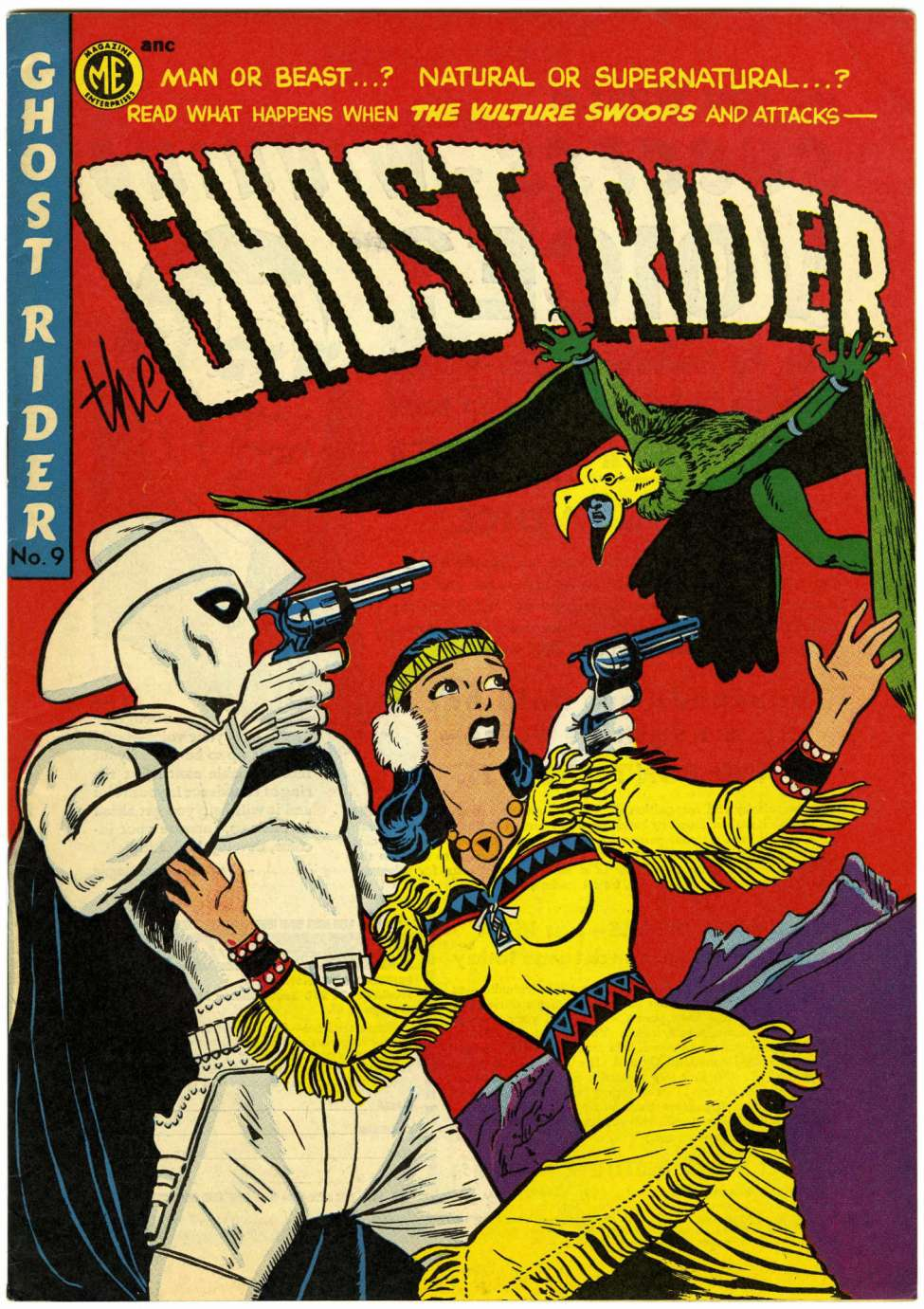
The Ghost Rider #9, arte de Dick Ayers

Ghost Rider, conhecido no Brasil como Cavaleiro Fantasma, foi um herói de faroeste surgido em 1949 na revista Tim Holt #11 (1949). A Marvel Comics criou um personagem similar nos anos de 1960, com o mesmo nome, que depois foi mudado para Phantom Rider para não ser confundido com o Motoqueiro Fantasma, que no original se chama também Ghost Rider.
O Ghost Rider herói clássico do faroeste foi criado para a Magazine Enterprises pelo escritor Ray Krank e o desenhista Dick Ayers em conjunto com o editor Vincent Sullivan.
Ghost Rider surgiu numa época que as histórias de super-heróis estavam em baixa no mercado americano. Para suprir essa lacuna, revistas e heróis de quadrinhos de faroeste passaram a adotar alguns elementos daquele gênero: o Tim Holt dos quadrinhos adotou a identidade secreta de Red Mask, por exemplo. Outro do tipo foi o Durango Kid. Ghost Rider surgiu quando o caubói Calico Kid se revelou como o agente federal Rex Fury e logo depois resolveu se disfarçar no Ghost Rider.
Como Ghost Rider, Rex montava o cavalo chamado Espectro, usava uma roupa fosforecente que brilhava à noite. Sua capa era branca de um lado mas preta de outro. O lado preto era usado para ele esconder partes de seu corpo. Frequentemente ele aparecia apenas com a cabeça ou com as armas, brilhando no escuro. Ele também usava um chicote preto para pegar coisas à distância.
Apesar de usar temas ligados ao horror, o Ghost Rider só enfrentava vilões de carne-e-osso. E que se apavoravam com os truques do herói. Ghost Rider tornou-se popular e teve título próprio que durou até o número 17.  
Com a adoção do Código dos quadrinhos, o personagem foi retirado de circulação devido ao uso pelas histórias de temas fantasmagóricos. Sua última aventura foi na revista Red Mask # 50, de novembro de 1955. No seu lugar a editora Magazine lançou Presto Kid, outro super-heroi do faroeste que usava truques de mágica e ilusionismo mas que não teve a mesma popularidade.
A AC Comics republicou as histórias clássicas do personagem nos anos de 1980, mas, devido a perda dos direitos do nome para Marvel, o herói foi chamado de Haunted Horseman (Cavaleiro Mal-Assombrado).  